# Heinrich Ilgenstein
Heinrich Ilgenstein (geboren am 3. Juni 1875 in Memel; gestorben am 5. April 1946 in Gentilino bei Lugano) war ein deutscher Dramatiker, Romancier und Publizist.

## Leben
Ilgenstein war der Sohn des Kaufmanns Julius Ilgenstein und von Ida, geb. Mayer. 
Nach dem Besuch des Latein-Gymnasiums in Memel studierte er Literaturgeschichte, Geschichte und neue Sprachen in Berlin, München und Tübingen. Nach der Promotion zum Doktor der Philosophie arbeitete er als Herausgeber von Zeitschriften und Dramatiker. 
Mit dem Theologen Albert-Kalthoff-Bremen begründete er die Wochenschrift Das Blaubuch, die er 1912 mit Die Gegenwart fusionierte.
Er lebte in Berlin und Freiburg im Breisgau.

## Werke
- Käthe Wandel. Drama. 1900.
- Heinrich Polent. Drama. 1900.
- Mörike und Goethe. Eine literarische Studie. Schröder, Berlin 1902.
- Wilhelm von Polenz. Ein Beitrag zur Literaturgeschichte der Gegenwart. F. Fontane & Co., Berlin 1904.
- Untreue. Drama. 1906.
- Deutsches Volk, wahre deine heiligsten Güter! Ein Weckruf. Concordia, Berlin 1907. (Digitalisat)
- Die beiden Hartungs. Roman. Concordia, Berlin 1909. 4., umgearb. Aufl.: G. Westermann, Braunschweig 1925.
- Preußenspiegel. Studien aus einem Kulturstaat. Reiss, Berlin 1909.
- Die Wahrheitssucher. Schauspiel in 3 Aufzügen. Reiss, Berlin 1909.
- mit Lothar Schmidt: Fiat iustitia! Kriminalgroteske in drei Instanzen. Concordia, Berlin [1911].
- Europa lacht. Lustspiel in 3 Aufzügen. Reiss, Berlin 1911.
- Kammermusik. Lustspiel in 3 Akten. Concordia, Berlin 1913.
- Quisisana. Lustspiel in 3 Akten. Concordia, Berlin 1914 (auch unter dem Titel Der Arzt seiner Ehe).
- Haß regiert! Roman. Reiss, Berlin 1916.
- Der Herr von oben. Lustspiel in 3 Akten. Ahn & Simrock, Berlin 1916.
- Marias Hochzeit. Schauspiel. Bibliothek für Dramatik und Musik, Berlin 1919.
- Liebfrauenmilch. Ein Spiel um die Ehe in 4 Stationen. Reiss, Berlin 1924.
- Narrenliebe. Schauspiel in 4 Aufzügen. Bibliothek für Dramatik und Musik, Berlin [1925].
- Sturm um Olly. Lustspiel in 2 Abteilungen. Verband Deutscher Bühnenschriftsteller und Bühnenkomponisten, Berlin 1927.
- Skandal um Olly. Eine schwankhafte Begebenheit in 8 Bildern. Verband Deutscher Bühnenschriftsteller und Bühnenkomponisten, Berlin 1927.
- Der Walzer von heute Nacht. Eine schwankhafte Begebenheit in 3 Akten und einem Nachspiel. Musik von Franz Lehár. Verband Deutscher Bühnenschriftsteller und Bühnenkomponisten, Berlin 1930.
- Das Teufelsfinale. Lustspiel in 3 Akten. Verband Deutscher Bühnenschriftsteller und Bühnenkomponisten, Berlin 1933.